# Йом
Йом (от др.-евр. יום‬ йом, араб. يوم‎ йа́ум, сир. ܝܘܡܐ йа́умо) — понятие, обозначающее промежуток времени, обычно равный суткам (одному дню). Слово «йом» в семитских языках дословно переводят на русский как «день».

## Другие значения слова
В священных книгах иудаизма (в Танахе) и ислама (в Коране) слово использовано применительно к любому промежутку времени от мгновения до пятидесяти тысяч лет, и может поэтому соответствовать сколь угодно малому или сколь угодно большому периоду времени.

## Перевод слова в первой главе книги Бытия
Епископ и богослов Макарий (Булгаков) в сочинении «Православно-догматическое богословие», выдержавшее до революции несколько изданий (1849—1853, 1856—1857, 1868, 1883, 1895) и в сочинении «Руководство к изучению христианского православно-догматического богословия», выдержавшее до революции несколько изданий (1869, 1874, 1888, 1895, 1913), писал следующее:
Под именем шести дней творения Моисей разумеет дни обыкновенные. Ибо каждый из них определяет вечером и утром: и был вечер, и было утро, день един…; и был вечер, и было утро, день второй…, и т. д.
В Толковой Библии Лопухина (1904) также сказано, что в Библии описаны обычные дни:
Итак, Библия говорит об обычных днях, а наука о целых периодах или эпохах. Лучшим выходом из этого противоречия является, по нашему мнению, так называемая «визионерская» теория.
Часть авторов в толковании к христианскому учению о сотворении мира в первой главе книги Бытия объясняет слово йом (יום‬) не как «день», а как «период времени». Это делает католический священник Фульгран Вигуру:
Следует думать, что выражения „день“ ― יום‬, yôm, „вечер“ ― ערב‬, ‘éreb, и „утро“ ― בקר‬, bôqer, также метафорического свойства… По-еврейски yôm может означать и означает действительно в большинстве мест Библии период неопределённый… Что касается доказательства того, что евреи употребляли иногда метафорически слова „вечер“ и „утро“, то мы находим его в одном месте книги пророка Даниила, Дан. 8:26, 14, где этот пророк поставляет две тысячи триста дней между вечером и утром. Следующий факт достоин примечания и указывает, кажется, на то, что слова „вечер“ и „утро“ представляют лишь метафорические термины: творение в собственном смысле, т. е. произведение из ничего элементов материи, которое не было предварено каким-либо космическим переворотом, передано под другим обозначением времени, именно как совершившееся в начале. Лишь после первой организации элементов, идет вопрос о дне, вечере и утре
Следом за Вигуру более кратко пишут это же философ В. Н. Ильин, а также православные протоиереи Стефан Ляшевский и Серафим Слободской в своей книге «Закон Божий». Слободской в подтверждение своего мнения приводит следующую цитату:
У Господа один день, как тысяча лет и тысяча лет, как один день (2Пет. 3:8; Пс. 89:5).
Другие, более поздние авторы, протоиереи Даниил Сысоев и Константин Буфеев, считают данный перевод неверным и переводят слово дословно как «день».